# Nieul-sur-l'Autise
Nieul-sur-l'Autise és un municipi francès situat al departament de Vendée i a la regió de País del Loira. L'any 2007 tenia 1.135 habitants.

## Demografia

### Població
El 2007 la població de fet de Nieul-sur-l'Autise era de 1.135 persones. Hi havia 420 famílies de les quals 96 eren unipersonals (40 homes vivint sols i 56 dones vivint soles), 144 parelles sense fills, 156 parelles amb fills i 24 famílies monoparentals amb fills.
La població ha evolucionat segons el següent gràfic:
Habitants censats

### Habitatges
El 2007 hi havia 487 habitatges, 424 eren l'habitatge principal de la família, 40 eren segones residències i 23 estaven desocupats. 476 eren cases i 11 eren apartaments. Dels 424 habitatges principals, 326 estaven ocupats pels seus propietaris, 94 estaven llogats i ocupats pels llogaters i 4 estaven cedits a títol gratuït; 1 tenia una cambra, 13 en tenien dues, 41 en tenien tres, 125 en tenien quatre i 244 en tenien cinc o més. 341 habitatges disposaven pel capbaix d'una plaça de pàrquing. A 173 habitatges hi havia un automòbil i a 227 n'hi havia dos o més.

### Piràmide de població
La piràmide de població per edats i sexe el 2009 era:
| Homes | Edats   | Dones |
| ----- | ------- | ----- |
| 0     | 95 o +  | 0     |
| 4     | 90 a 94 | 4     |
| 20    | 85 a 89 | 20    |
| 0     | 80 a 84 | 32    |
| 12    | 75 a 79 | 12    |
| 24    | 70 a 74 | 32    |
| 44    | 65 a 69 | 24    |
| 8     | 60 a 64 | 52    |
| 4     | 55 a 59 | 8     |
| 36    | 50 a 54 | 16    |
| 28    | 45 a 49 | 32    |
| 32    | 40 a 44 | 40    |
| 28    | 35 a 39 | 40    |
| 64    | 30 a 34 | 24    |
| 20    | 25 a 29 | 48    |
| 28    | 20 a 24 | 16    |
| 28    | 15 a 19 | 36    |
| 68    | 10 a 14 | 24    |
| 24    | 5 a 9   | 28    |
| 24    | 0 a 4   | 12    |

## Economia
El 2007 la població en edat de treballar era de 669 persones, 529 eren actives i 140 eren inactives. De les 529 persones actives 494 estaven ocupades (260 homes i 234 dones) i 35 estaven aturades (15 homes i 20 dones). De les 140 persones inactives 69 estaven jubilades, 35 estaven estudiant i 36 estaven classificades com a «altres inactius».

### Ingressos
El 2009 a Nieul-sur-l'Autise hi havia 454 unitats fiscals que integraven 1.198,5 persones, la mediana anual d'ingressos fiscals per persona era de 17.656 €.

### Activitats econòmiques
Dels 37  establiments que hi havia el 2007, 1 era d'una empresa alimentària, 3 d'empreses de fabricació d'elements pel transport, 6 d'empreses de fabricació d'altres productes industrials, 6 d'empreses de construcció, 7 d'empreses de comerç i reparació d'automòbils, 1 d'una empresa de transport, 3 d'empreses d'hostatgeria i restauració, 1 d'una empresa immobiliària, 4 d'empreses de serveis, 4 d'entitats de l'administració pública i 1 d'una empresa classificada com a «altres activitats de serveis».
Dels 8 establiments de servei als particulars que hi havia el 2009, 2 eren paletes, 1 fusteria, 1 lampisteria, 1 electricista, 1 perruqueria i 2 restaurants.
Dels 5 establiments comercials que hi havia el 2009, 1 era una botiga de més de 120 m², 3 fleques i 1 una carnisseria.
L'any 2000 a Nieul-sur-l'Autise hi havia 32 explotacions agrícoles que ocupaven un total de 2.943 hectàrees.

## Equipaments sanitaris i escolars
L'únic equipament sanitari que hi havia el 2009 era una farmàcia.
El 2009 hi havia 2 escoles elementals.

## Poblacions més properes
El següent diagrama mostra les poblacions més properes.